# Der Wildschütz
Der Wildschütz (en alemany, El caçador del bosc) és una òpera còmica en tres actes d'Albert Lortzing, amb llibret alemany del mateix compositor, basat en Der Rehbock, oder Die schuldlosen Schuldbewussten d'August von Kotzebue. S'estrenà al Stadttheater de Leipzig el 31 de desembre de 1842.